# NGC 2933
NGC 2933 ist eine Balken-Spiralgalaxie vom Hubble-Typ SBbc im Sternbild Löwe nördlich der Ekliptik. Sie ist schätzungsweise 189 Millionen Lichtjahre von der Milchstraße entfernt und hat einen Durchmesser von etwa 60.000 Lichtjahren. 
Im selben Himmelsareal befinden sich u. a. die Galaxien NGC 2928, NGC 2934, NGC 2941, NGC 2943.
Das Objekt wurde am 1. April 1864 von Albert Marth entdeckt.